# 日本金属学会
公益社団法人日本金属学会（にっぽんきんぞくがっかい）は、金属をはじめ広く材料工学分野を対象とする学術研究団体（学会）である。
英文名称はThe Japan Institute of Metals and Materials（略称JIMM）である。
日本学術会議協力学術研究団体に指定されている。

## 概要
本多光太郎の提唱により『金属に関する理論ならびに工業の進歩発達をはかること』を目的とした学術団体として1937年2月14日に創設された。2013年3月1日に公益社団法人に移行している。
現在に至るまで、金属及びその関連材料に関する研究成果を世界に発信する学会として活発な活動を展開している。近年は、構造材料・社会基盤材料をはじめエネルギー材料、エコマテリアル、電子・情報材料、生体・福祉材料、材料と社会と対象分野も拡大し、材料科学・材料工学の中心的学会となっており、材料分野のリーディング学会として活動している。

### 沿革
- 創立 1937年2月14日
- 社団法人認可 1939年11月21日
- 公益社団法人移行 2013年3月1日

### 所在地
〒980-8544 仙台市青葉区一番町一丁目14番32号

### 会員種別
個人会員：正員（正員、永年会員、シニア会員、終身会員）、学生員、外国会員（一般、学生）、名誉員、ユース会員
団体会員：維持員

### 会員数
個人会員 4,554名（正員 3,555名 学生員 687名 外国会員 245名 名誉員 40名 ユース会員 27名）、維持員158団体 （2023年2月28日現在）

## 組織

### 会長
榎　学

### 社員総会
公益法人上の社員（代議員）95名（2022年度）

### 理事会
理事24名（うち会長(代表理事)1名、副会長3名）、監事2名

### 支部
8支部（北海道、東北、関東、東海、北陸信越、関西、中国四国、九州）
- 北海道支部（北海道）
- 東北支部（青森県,岩手県,宮城県,秋田県,山形県,福島県）
- 関東支部（茨城県,栃木県,群馬県,埼玉県,千葉県,東京都,神奈川県,山梨県）
- 東海支部（岐阜県,静岡県,愛知県,三重県）
- 北陸信越支部（新潟県,富山県,石川県,福井県,長野県）
- 関西支部（滋賀県,京都府,大阪府,兵庫県,奈良県,和歌山県）
- 中国四国支部（鳥取県,島根県,岡山県,広島県,山口県,徳島県,香川県,愛媛県,高知県）
- 九州支部（福岡県,佐賀県,長崎県,熊本県,大分県,宮崎県,鹿児島県,沖縄県)

### 委員会
会報編集委員会、会誌編集委員会、欧文誌編集委員会、講演大会委員会、セミナー・シンポジウム委員会、調査研究委員会、人材育成委員会、国際学術交流委員会、名誉員検討委員会、学会賞選考委員会、各種賞検討委員会等

## 事業
金属及びその関連材料分野の学術および科学技術の振興を目的として、下記のような学術誌や学術図書の刊行、 講演会や講習会の開催、調査・研究、表彰・奨励の事業を行っている。

### 刊行事業
会員の情報交換や啓発・教育を目的として、会報「まてりあ」を刊行してる。さらに、和文誌「日本金属学会誌」 及び英文誌「Materials Transactions」の学術論文誌を刊行して、研究成果を国内外に広く発信している。また、金属及び関連材料に関する専門書や学生向けの教科書類を刊行している。

#### 日本金属学会会報「まてりあ」（月刊）
会員の情報交換や啓発・境域を目的として、エコマテリアル、エネルギー材料、超伝導材料、半導体デバイス材料、新金属材料、複合材料、ファインセラミックス、高機能性高分子材料等、金属はもちろん様々な材料開発の基礎から応用に至るまで、総合的な研究開発を支援する日本金属学会の会報誌である。
金属元素の基礎的な情報を紹介する「金属素描」や「金属なんでもランキング」、啓発のための「最近の研究」や「講義ノート」、若手の活躍を紹介する「新進気鋭」や「はばやく」、大学や企業の現場を紹介する「研究室紹介」など、“基礎から応用”までバラエティに富んだ記事を毎月掲載している。オンラインジャーナルでの閲覧も可能である。年間の掲載記事数は約150編、総ページ数は約910ページである。

#### 和文論文誌「日本金属学会誌」（月刊）
日本金属学会誌は、1937年に創刊し、金属のみならず関連する電子材料、磁気材料、超電導材料、 セラミックス等の先端材料に関する幅広い分野の研究成果を対象とする貴重な和文学術論文誌であり、 研究成果を幅広く国内外へ情報発信している。オンラインジャーナル及び冊子で刊行している。
年間の掲載論文数は約30編、総ページ数は約280ページである。インパクトファクター値(2021年)は0.386である。

#### 英文論文誌「Materials Transactions」（月刊）
Materials Transactionsは、1960年にTransactions of The Japan Institute of Metalsとして創刊し、2000年に材料系学協会との共同刊行を開始してMaterials Transactionsと誌名を改め、現在は材料系14学協会が参加している英文学術論文誌である。金属及び関連する材料に関する研究成果を対象とする学術論文誌として、一般投稿論文、特集論文等の記事を掲載し、最新の研究成果を国内外へ情報発信している。オンラインジャーナル及び冊子で刊行している。
参加学協会が発行する和文誌に掲載済みの論文を英訳して、和文誌発行元学協会へ投稿することも可能である。
年間の掲載論文数は280編、総ページ数は約2,000ページである。インパクトファクター値(2021年)は1.377である。

#### 学術図書類
金属及び関連材料に関する専門書や学生向けの教科書類を刊行している。主な図書として、金属データブック、講座・現代の金属学（材料編９巻、実験技術編5巻、精錬編4巻）、金属化学入門シリーズ（４巻）、金属工学シリーズ（8巻）がある。既刊図書は電子化され、一部を除いて会員に無料公開している。

### 講演会・講習会事業
最新の研究成果を発表・討議する場を提供することを目的として、春秋2回の「講演大会」や「国際会議」を開催している。また、専門知識の普及や啓発、教育を目的として、シンポジウムやセミナー、講習会、オンライン教育講座を開催している。

#### 講演大会
最新の研究成果を発表・討議するとともに、会員間の交流を図ることを目的として、春秋2回開催している。春期講演大会は関東地区で開催し、秋期講演大会は関東支部以外の各支部が持ち回りで開催している。なお、(一社)日本鉄鋼協会と同時開催している。
講演大会では、学会賞受賞記念講演（春期のみ）、本多記念講演（春期のみ）、特別講演、一般講演、ポスター講演、高校生・高専生ポスター講演、公募シンポジウム講演、企画シンポジウム講演、日本鉄鋼協会との共同セッション講演、企業説明会（春期のみ）、付設機器展示会、企業ランチョンセミナー等を実施している。
発表件数は春期で約700件、秋期で約１,000件であり、参加者は春期で約1,200名、秋期で約1,500名である。

#### セミナー・シンポジウム
先端・専門知識の普及を目的とした金属学会シンポジウムを、年間約1回実施している。啓発や教育を目的とした金属学会セミナーを、年間約2回実施している。

#### 国際会議
これまでに25件(参加者150名未満の国際シンポジウムJIMIS-1～10、参加者150名以上の国際コンファレンスJIMIC-1～8、PRICM(Pacific Rim International Conference on Advanced Materials and Processing)等)の国際会議を本会主催で開催している。

### 調査・研究事業
先端領域や学際的領域の研究課題に対する「研究会」や「若手研究グループ」を設置し、当該領域の研究の発展を支援している。さらに、金属及びその関連材料分野の学術研究及び技術研究の発展や若手研究者の育成や奨励を主な目的として、金属及びその関連材料分野に関連する材料又はプロセスに関する研究に対して助成するフロンティア研究助成の募集を2019年度から開始した。2022年度からは、産学が連携して重要な課題に取り組むために「産学協創研究会」を設置して、活動を開始した。

#### 分科会
次の各分科が設置されて、各分野における講演大会での研究成果発表、研究会活動、材料戦略活動を推進している。
- 第1分科 材料と社会 ＆ 先進機能材料
- 第2分科 物性 ＆ 電気・磁気関連材料
- 第3分科 組織 ＆ 計算科学
- 第4分科 力学特性
- 第5分科 材料化学
- 第6分科 材料プロセシング
- 第7分科 生体・医療・福祉
- 第8分科 構造材料
- 第9分科 エネルギー関連材料

#### 研究会
先端領域や学際的領域の研究課題に対する研究を促進する目的で研究会を設置して活動している。これまでに67の研究会が活動を完了した。2023年3月時点で10研究会が活動中であり、それぞれ年間1～4回の研究会を開催している。また、2018年度から若手を対象とした研究会として、若手研究グループを設置して活動している。2023年3月時点で3研究会が活動中である。2022年度から、産学が連携して重要な課題に取り組むことを目的として「産学協創研究会」が活動している、2023年3月時点で4研究会が活動中である。

#### 研究助成（金属学会フロンティア研究助成）
金属及びその関連材料分野の学術研究及び技術研究の発展や若手研究者の育成や奨励を主な目的として、金属及びその関連材料分野に関連する材料又はプロセスに関する研究に対して助成する。2020年度から助成を開始した。2022年度は10件の研究に助成した。

#### 人材育成
次世代を担う人材を育成することを目的とした、出前講義を実施している。また、高校生向けホームページを作成している。このホームページは2016年3月末に公開した。講演大会では高校生及び3年生以下の高専生を対象とした高校生・高専生ポスター発表を実施し、優れた発表を表彰している。

#### 男女共同参画
材料分野における女性の社会進出を支援するために、男女共同参画学協会連絡会との連携や鉄鋼協会合同男女共同参画委員会活動を実施。講演大会時にランチョンミーティングや女性会員の集いを開催している。女性会員の講演大会への参加を容易にするために大会開催時に託児室を開設している。
男女共同参画学協会連絡会にオブザーバー加盟している。

#### 材料戦略活動
戦略推進委員会や科研費委員会による、金属及びその関連材料分野の学術および科学技術の振興に向けた材料戦略活動を行なっている。科学技術基本計画への提言等を行なっている。

#### 国内学協会連携
日本工学会、JABEE(日本技術者教育認定機構)、金属材料系学協会連携協議会、材料戦略委員会、男女共同参画合同委員会に参画している。

#### 国際学協会連携
米国TMS(The Minerals, Metals and Materials Society)、韓国KIM(Korean Institute of Metals and Materials)、ブラジルBIM(Brazilian Institute of Metals)と国際学術交流協定を締結している。TMSとは若手研究者を春期講演大会に相互派遣している。KIMとは講演大会に合わせて会長が表敬訪問するともに、KIM-JIM 共同シンポジウムを日韓交互に開催している。2022年度のKIM-JIMシンポジウムはKIM主催でKIM講演大会会場にて開催された。また、IOMMMS(International Organization of Materials, Metals & Minerals Societies)に加盟し、各国学会と情報交換するとともに、World Materials Day Award授賞を実施している。インド環太平洋諸国との交流を促進することを目的として、2022年度より秋期講演大会において「国際セッション」を開催している。

### 表彰・奨励事業
優れた研究や技術開発の成果を上げた者や当該分野の発展に寄与した者の表彰や、今後の貢献が期待される者の奨励を目的とした18件の表彰・奨励を実施している。20202年度は266名に授賞した。授賞は一部を除いて春秋講演大会時に行っている。
また、名誉員の推戴、フェローの認定を行っている。

#### 春期講演大会時授賞
学会賞、技術賞、増本量賞、谷川・ハリス賞、功績賞、研究技能功労賞、金属組織写真賞、若手講演論文賞、特別功労賞(2018年度はなし)。（名誉員の推戴、フェローの認定も春期講演大会時）

#### 秋期講演大会時授賞
村上記念賞、村上奨励賞、奨励賞、技術開発賞、論文賞、まてりあ賞、新進論文賞

#### 別途授賞
日本金属学会・日本鉄鋼協会奨学賞、優秀ポスター賞（高校生ポスター賞を含む）、World Materials Day Award(11月第1水曜日)、TMS/JIM Young Leader International Scholar Awards

## 日本金属学会ビジョン[2]
公益社団法人日本金属学会は、金属及びその関連材料の学術及び科学技術の振興に関する事業を通じて公益の増進に寄与することを目的に設立され、優れた研究や技術に関する情報発信、優秀な人材の育成、後世への技術の継承などを行う学術団体である。その具体的な学会像を以下に記す。
1. 未来を先導する領域を開拓し、世界の材料科学・工学をリードする
材料科学・工学における未来を先導する先端領域、学際領域の科学技術課題を討論する研究会を主催し、新領域を開拓するとともに、国際的かつ長期的視点から当該分野をリードする学会
2. 最新の研究や技術を世界に発信する
金属及びその関連材料に関する最新の研究や技術を世界に発信し、会員のプレゼンスの向上を図る学会
3. 多様な研究者・技術者が集い、最新の研究や技術の交流を図る
学界・産業界の多様な研究者・技術者が最新の研究成果や技術を発表・討論する場を提供し、知識や技術の水準を高める交流や情報交換を図る学会
4. 次世代を担う人材の教育や育成を行なう
金属及びその関連材料に関する基礎学理から先端領域までの学術や技術の幅広い教育を通じて、優れた工学技術の継承や人材育成を行う学会
5. 会員や地域・社会のニーズに対応したサービスを提供する
会員や地域・社会のニーズを深く理解し、ニーズに応じて金属及びその関連材料に関する情報や支援などのサービスを提供する学会

## 連携学会
- 日本鉄鋼協会
- 軽金属学会
- 資源・素材学会
- ナノ学会
- 日本材料学会
- 自動車技術会
- 日本塑性加工学会
- 日本鋳造工学会
- 日本銅学会
- 日本熱処理技術協会
- 日本熱電学会
- 日本非破壊検査協会
- 日本溶射学会
- 粉体粉末冶金協会
- 腐食防食学会
- 日本工学会

## 金属博物館
本学会は1975年から2003年まで仙台市青葉区に金属博物館を運営していたが現在は閉館した。資料は金属学、金属工学に関する史料と文献約500資料、5000点からなるものであったが、2003年6月2日に東北大学に一括して寄贈された。
現在は同大学の総合学術博物館の金属学・金属工学コレクションとして保存されている。